# Christoph Meinel (Informatiker)

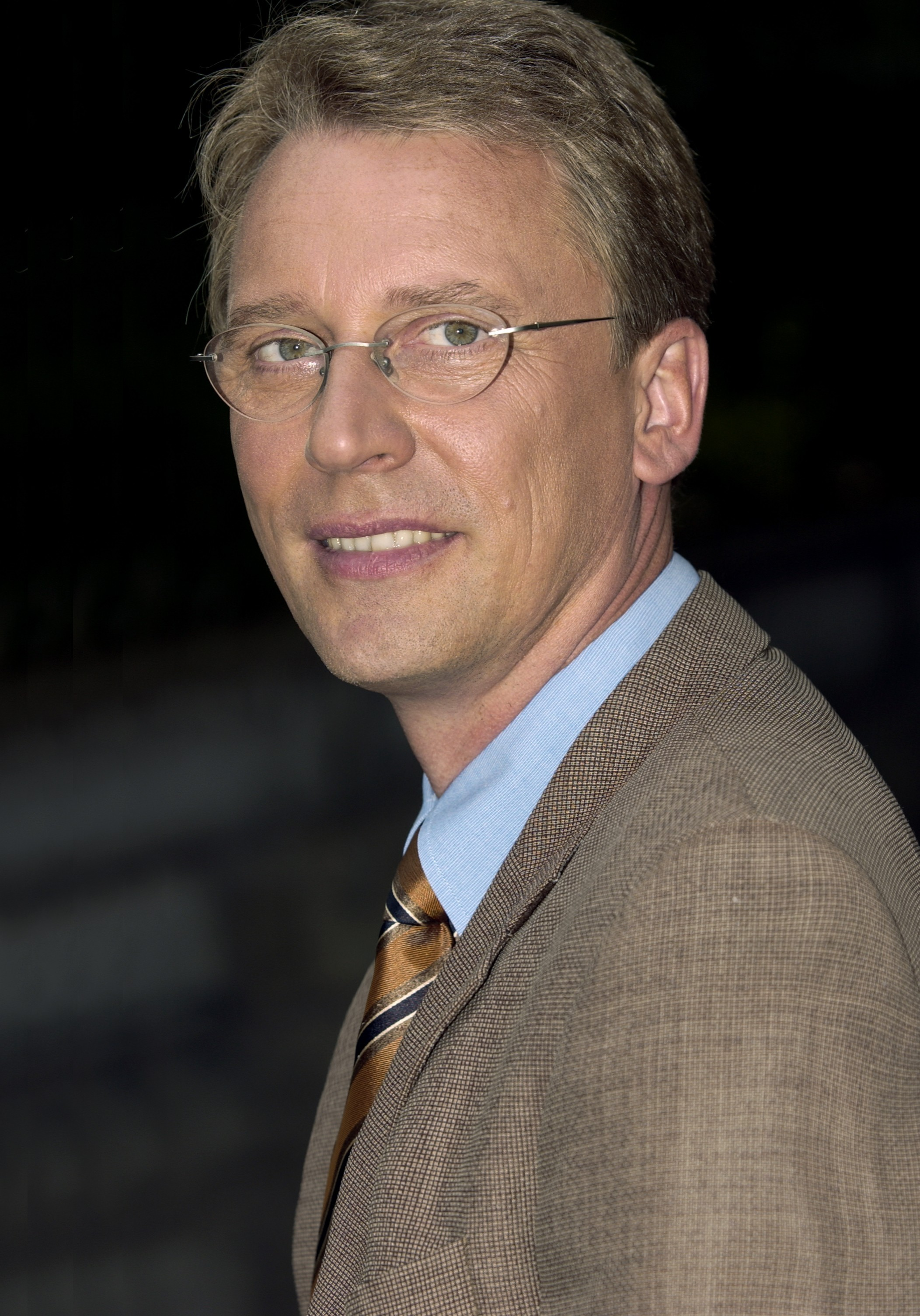
Christoph Meinel (2004)

Christoph Meinel (* 14. April 1954 in Meißen) ist ein deutscher Informatiker und emeritierter Professor für Internet-Technologien. Er ist einer der beiden Gründungspräsidenten der German University of Digital Science und seit der Gründung im April 2025 einer der beiden Präsidenten. Zuvor war er von 2004 bis 2023 Institutsdirektor und CEO am Hasso-Plattner-Institut (HPI) an der Universität Potsdam. Meinel ist Autor zahlreicher Fachbücher zum Thema Internet und Web-Technologie sowie Herausgeber. 2019 wurde er in die „New Internet IPv6 Hall of Fame“ aufgenommen.

## Wissenschaftliches Leben
Meinel legte die Abiturprüfung 1973 ab und begann 1974 ein Studium der Mathematik und Informatik an der Humboldt-Universität zu Berlin, was er mit dem Diplom 1979 abschloss. Es folgte ein Forschungsstudium, welches er 1981 mit der Promotion zum Dr. rer. nat. beendete und er wurde anschließend ebenda Wissenschaftlicher Assistent. 1988 erteilte ihm die Humboldt-Universität zu Berlin die Facultas Docendi. Im gleichen Jahr habilitierte er sich an der Akademie der Wissenschaften der DDR mit der Schrift Modified Branching Programs and Their Computational Power zum Dr. sc. nat. und wurde Wissenschaftlicher Oberassistent an der Humboldt-Universität.
Nach einer C4-Lehrstuhlvertretung für „Praktische Informatik“ an der Universität Paderborn im Sommersemester 1991 wurde er am 1. April 1992 auf eine C4-Professur für „Theoretische Konzepte und neue Anwendungen der Informatik“ an der Universität Trier berufen. 1996 wurde er zugleich stellvertretender Direktor des Fraunhofer-Instituts für „Techno- und Wirtschaftsmathematik“ (ITWM) in Kaiserslautern und mit dem Aufbau dessen Trierer Bereichs betraut. Im Jahre 1998 wurde dieser Trierer Bereich des ITWM unter seiner Leitung zu einem von der Fraunhofer Management Gesellschaft betreuten eigenständigen „Institut für Telematik“ ausgegründet, das sich mit Fragestellungen der neuen Internet- und Web-Technologie befasste. Nach drei Jahren Arbeit konnte eine 50-köpfige Mannschaft auf zwei Patente, mehrere Promotionen und fast 70 Fachbeiträge zu internationalen Konferenzen verweisen.
2004 wurde Meinel als Institutsdirektor und CEO an das Hasso-Plattner-Instituts für Digital Engineering (HPI) berufen und wechselte an die Universität Potsdam, wo er Inhaber des Lehrstuhls für Internet-Technologien und Systeme wurde. Die Leitung des HPI hatte er bis zu seiner Emeritierung im März 2023.
2017 wurde er Gründungsdekan der Digital Engineering Fakultät der Universität Potsdam. Dies ist die erste privat finanzierte Fakultät einer öffentlichen Universität in Deutschland, die gemeinsam von der Universität und dem HPI gegründet wurde. 2021 endete diese Gründung erfolgreich.
Gemeinsam mit Mike Friedrichsen hat er eine vollständig digital agierende Universität gegründet, die German University of Digital Science. Diese nahm im April 2025 ihren Betrieb auf und er ist mit Friedrichsen einer der beiden Präsidenten.
Von 1995 bis 2007 gehörte er dem wissenschaftlichen Direktorium des Internationalen Begegnungs- und Forschungszentrums für Informatik im Schloss Dagstuhl an. Er war Gastprofessor und Senior Research Fellow an der Universität Luxemburg (2002–2010), ist Honorarprofessor an der School of Computer Sciences an der Technischen Universität Peking und Gastprofessor an den Universitäten von Shanghai und Dalian.
Meinel ist Mitglied von acatech, der nationalen deutschen Akademie der Technikwissenschaften und gehört neben vielen weiteren akademischen Gremien dem Board of Governers des Technions in Haifa an. Er ist Teacher auf den MOOC-Plattformen openHPI und eGov-Campus und an der HPI School of Design Thinking.
Zusammen mit seinen Doktoranden hat Meinel eine Reihe von Start-ups gegründet. Am bekanntesten ist neXenio mit seiner Luca-App.

## Forschung und Entwicklung
Meinels Arbeitsschwerpunkte lagen zunächst in der theoretischen Informatik, und hier im Bereich Komplexitätstheorie und binäre Entscheidungsdiagramme. Später befasste er sich mit Internettechnologien, IT-Sicherheit sowie mit digitaler Bildung und neuen Formen des Lehrens und Lernens im Internet, etwa Teleteaching und E-Learning mit tele-TASK und openHPI.
Er forschte auch zu Fragen der Information- und Internetsicherheit, z. B. dem Netzwerkschutz Lock-Keeper, dem Schutz vor unerwünschten und anstößigen Inhalten und der Sicherheit in Service-basierten Architekturen mit Anwendungen in der Telemedizin. Im Themenbereich der künstlichen Intelligenz entwickelte und untersuchte er energie- und speicherplatzsparende Low-Bit künstliche neuronale Netzwerke zum Deep Learning. Außerdem beschäftigt er sich wissenschaftlich mit Fragen des Wissensmanagements im Internet und neuen Formen des internetbasierten Lehrens und Lernens tele-TASK. In der Innovationsforschung hat er zum Design Thinking geforscht und war in den Jahren 2008–2022 zusammen mit Larry Leifer Programmdirektor des HPI-Stanford Design Thinking Research Program (HPDTRP).
Die von ihm initiierte und unter seiner Leitung entwickelte erste europäische MOOCs-Plattform openHPI bietet kostenlose interaktive online Kurse zu Themen der digitalen Aufklärung und Technologien. Mehr als 1,2 Mio. Lernende aus aller Welt sind eingeschrieben (Stand Okt. 2023) und können auch qualifizierte Zertifikate für die erfolgreiche Absolvierung von Online-Kursen erwerben. Dabei wird über die Webcam die Identität der Kursteilnehmer verifiziert. Die openHPI Plattform wird inzwischen auch von anderen Partner genutzt, wie z. B. openWHO, openSAP, KI-Campus oder eGov-Campus.
Außerdem engagiert sich Meinel im Bereich der digitalen Bildung in den Schulen und steht bundesweiten Arbeitsgruppen vor, die Konzepte und sichere digitale Arbeitsumgebungen für das Lernen der Zukunft entwickeln. Auf seine Initiative gehen die Projekte „Bildungscloud“ und HPI Schul-Cloud zurück, die einen niedrigschwelligen und datenschutzkonformen Zugang zu digitalen Bildungsangeboten in deutschen Schulen ermöglicht. Die in den Jahren 2016–2021 vom BMBF geförderte und unter seine Leitung entwickelte HPI Schul-Cloud wird heute von Dataport AöR betrieben und ist in vielen Tausenden Schulen in allen Bundesländern, insbesondere in Thüringen, Brandenburg und Niedersachsen im Einsatz. Schüler und Lehrer können damit im Unterricht auf digitale Unterrichtsmittel zugreifen, digital kommunizieren, Texte, Präsentationen und Daten sicher speichern und austauschen und pseudonymisiert auf Lernsoftware aus dem Internet zugreifen. 2022 hat er für das hessische Kultusministerium ein neues Schulfach „Digitale Welt“ erarbeitet.
Meinel ist Inhaber verschiedener internationaler Patente und hat u. a. das Teleteaching-System tele-TASK, das Online-Kollaborationstool Tele-Board oder den populären ID-Leak-Checker Service des HPIs entwickelt.

## Wissenschaftsorganisation und Auszeichnungen
Von 1996 bis 1999 war er Mitglied im Technologiebeirat von Rheinland-Pfalz und ab 2000 ist Gründungsvorsitzender der „Initiative der Software- und Serviceanbieter Rheinland-Pfalz“.
In seiner Zeit am HPI leitete Meinel das Steering Committee des HPI Future SOC Labs und war viele Jahre Mitglied im Security Advisory Board von SAP.
Zusammen mit Hasso Plattner war er Gastgeber des 1. Nationalen IT-Gipfels (HPI, Potsdam, 2006) der deutschen Bundeskanzlerin Angela Merkel.
Er hat zahlreiche weitere Konferenzen oder Synpmpsia begründet oder geleitet, z. B. die 2013 gestarteten jährlichen Potsdamer Konferenzen für Nationale Cyber-Sicherheit von 2013, Industrie 4.0-Konferenzen oder die German IPvA Summits.
Zusammen mit Larry Leifer von der Stanford University hat er in den Jahren 2008–2022 das von ihm initiierte HPI-Stanford Design Thinking Research Program (HPDTRP) geleitet.
Im Jahr 2017 wurde Christoph Meinel von der Gesellschaft für Informatik (GI) zum Fellow ernannt, womit Personen ausgezeichnet werden, die sich in herausragender Weise um die GI und die Informatik verdient gemacht haben.
2019 wurde Christoph Meinel in die New Internet IPv6 Hall of Fame aufgenommen. Damit wurde sein über Jahrzehnte andauerndes Engagement als Gründer und Chairman des German IPv6-Councils bei der Entwicklung und Verbreitung des neuen IPv6-Internetprotokollstandards gewürdigt.
Meinel ist seit Mai 2022 ehrenamtlich Vorstandsvorsitzender der nationalen Initiative MINT Zukunft schaffen. Er ist Mitglied des Vorstandes des nationalen Excellence Netzwerks MINT-EC.

## Positionen

### Zu Datenschutz und Digitale Souveränität
Im Oktober 2020 schrieb Meinel, dass wer im Internet Standards setzen oder zumindest mitbestimmen will, digital souverän agieren können müsse. Nach aktuellem Stand sei Deutschland dazu nicht fähig. Die Abhängigkeit von ausländischen IT-Produkten, digitalen Plattformen und Infrastrukturen sei so groß geworden, dass selbstbestimmte Entscheidungen im digitalen Raum kaum noch getroffen werden könnten. E sei vor allem mehr digitale Aufklärung notwendig, man sei zu skeptisch gegenüber Veränderungen führte er bereits 2018 aus.

### Zu nachhaltiger Digitalisierung und Klimaschutz
In einem Gastbeitrag des SPIEGEL wow weist er darauf hin, dass es auch technologische Antworten auf die Klimakrise geben kann  - sofern nicht die IT mit ihrem enormen Energieverbrauch alles noch schlimmer macht. Das gelte vor allem für künstliche Intelligenz. Während 2014 weltweit noch monatlich 40 Exabyte (das entspricht 40 Millionen Terabyte) an Daten über das Internet geflossen sind, waren es 2019 bereits knapp 140 Exabyte. Bis 2022 rechne die Statistikbehörde mit einem Anstieg auf über 270 Exabyte. Der Einsatz von „Clean IT“ könnte zu Energieeinsparungen um den Faktor 20 führen.

### Zu den Herausforderungen der Digitalisierung für Unternehmen
Bereits 2015 wies er darauf hin, dass die Digitalisierung der Wirtschaft große Herausforderungen für die deutschen Unternehmen und ihre Wettbewerbsfähigkeit sowie auch für die Gesellschaft berge, jedoch stehen hinter diesem Prozess auch riesige Chancen und Potenziale. Nichts werde das Zusammenleben so sehr verändern wie die digitalen Technologien und deren Vernetzung. Neben wirtschaftlichen Herausforderungen gibt es auch einen großen Einfluss auf gesellschaftspolitische Fragestellungen. Die Diskussionen hierüber würden noch nicht in der nötigen Breite geführt. Fragestellungen im Zuge der digitalen Vernetzung von Produktionsanlagen bis zur Datensicherheit, Ausbildung und Fragen der Europäisierung und Standardisierung müssen bearbeitet werden. Nationale Gesetzgebungen seien gefragt; das Internet sei jedoch global verteilt und somit werden europaweite Rahmenbedingungen und Standards bedeutsam, zusätzlich ist der Schulterschluss mit den USA in dieser Thematik notwendig.

## Persönliches
Christoph Meinel wuchs als Sohn eines Pfarrers in der DDR auf und musste wegen dieses Hintergrundes Nachteile in Kauf nehmen. So durfte er nach der Abiturprüfung 1973 nicht studieren und ging in die Produktion und qualifizierte sich im Schichtdienst zum Facharbeiter für Elektromechanik. Nach Einsprüchen der Kirchenleitung wurde er 1974 zum Mathematik-Studium an der Humboldt-Universität zugelassen und dann später auch zu einem Forschungsstudium. Nach der Promotion 1981 konnte er an seiner Uni wissenschaftlich tätig werden, quasi als lebendes Vorzeige-Beispiel für „praktizierte sozialistische Demokratie“. Meinel ist verheiratet und hat zwei Kinder, die als Ärztin und Mathematiker arbeiten.
Nebenberuflich übernahm er als ausgebildeter Pianist und Kontrabassist mit 18 Jahren die pädagogische und organisatorische Leitung des damaligen „Rundfunk Musikschul-Orchesters“ der DDR. Das von führenden Dirigenten, z. B. Kurt Masur oder Jörg-Peter Weigle geleitete zentrale DDR-Jugendorchester wurde ein „Aushängeschild“ und ist noch heute als Bundesmusikschulorchester aktiv.

### Herausgeber
Meinel ist Herausgeber der vielbändigen Buchreihe Understanding Innovation des Springer-Verlags, des wissenschaftlichen Online-Journals ECDTR - Electronic Colloquium on Design Thinking Research und der "Internet-Bridge Germany-China. Er war 1994 Initiator und Mitbegründer des Online-Journals zur Komplexitätstheorie ECCC - Electronic Colloquium on Computational Complexity und dessen Herausgeber bis zum Jahr 2016.

### Bücher zur Informatik
- Christoph Meinel, Maxim Asjoma: Die neue digitale Welt verstehen. Springer 2021, ISBN 978-3-662-63700-5.
  - englischsprachige Ausgabe: Understanding the Digital Revolution A Beginner's Guide to the Internet and the Web. Springer 2025. ISBN 978-3-662-70132-4
- Christoph Meinel, Tatiana Gayvoronskaya: Blockchain. Hype oder Innovation, Springer Vieweg, Wiesbaden 2020, ISBN 978-3-662-61915-5.
- Christina Schatz, Christoph Meinel, Klaus Zierer (Hrsg.): Lernen 4.0. Pädagogik vor Technik. Best-Practice-Unterrichtsbeispiele für die Sekundarstufe, Schneider Verlag Hohengehren GmbH, Baltmannsweiler 2019, ISBN 978-3-8340-1770-3.
- Anne Kayem, Stephen Wolthusen, Christoph Meinel (Hrsg.): Smart Micro-Grid Systems Security and Privacy (= Reihe Advances in Information Security, Band 71), Springer 2018, ISBN 978-3-319-91426-8.
- Christoph Meinel, Justus Broß, Philipp Berger, Patrick Hennig: Blogosphere and its Exploration. Springer, Berlin/Heidelberg 2015, ISBN 978-3-662-44409-2.
- Anne Kayem, Christoph Meinel: Information Security in Diverse Computing Environments, IGI Global Books, Hershey 2014, ISBN 978-1-4666-6158-5.
- Christoph Meinel, Harald Sack: Sicherheit und Vertrauen im Internet. Eine technische Perspektive. Springer Vieweg, Wiesbaden 2014, ISBN 978-3-658-04833-4.
- Christoph Meinel, Harald Sack: Internetworking. Technische Grundlagen und Anwendungen, Springer, Heidelberg 2012, ISBN 978-3-540-92939-0.
- Serge Linckels, Christoph Meinel: E-Librarian Service. User Friendly Semantic Search in Digital Libraries, Springer, Heidelberg 2011, ISBN 978-3-642-17742-2.
- Christoph Meinel, Harald Sack: Digitale Kommunikation. Vernetzen, Multimedia, Sicherheit, Springer, Heidelberg 2009, ISBN 978-3-540-92922-2.
- Christoph Meinel, Harald Sack: WWW. Kommunikation, Internetworking, Web-Technologien, Springer, Heidelberg 2004, ISBN 978-3-642-62384-4.
- Christoph Meinel, Thorsten Theobald: Algorithmen und Datenstrukturen im VLSI-Design. OBDD – Grundlagen und Anwendungen, Springer, Heidelberg 1998, ISBN 978-3-540-63869-8.
- Christoph Meinel: Effiziente Algorithmen – Entwurf und Analyse. Fachbuchverlag Leipzig, 1991, ISBN 3-343-00732-3.
- Christoph Meinel: Modified Branching Programs and Their Computational Power (= Reihe Lecture Notes in Computer Science), Springer, Berlin/Heidelberg/New York 1989, ISBN 978-3-540-51340-7.

### Bücher zum Design Thinking
- Christoph Meinel, Timm Krohn (Hrsg.): Design Thinking in der Bildung - Innovation kann man lernen. Weinheim : Wiley-VCH 2022. ISBN 978-3-527-51063-4.
  - englische Ausgabe: Design Thinking in Education - Innovation Can Be Learned. Springer 2022. ISBN 978-3-030-89113-8.
- Christoph Meinel, Larry Leifer (Hrsg.): Understanding Innovation, Springer, 14-bändige Buchreihe (2008–2024): Design Thinking Research Reihe ISSN 2197-5752
- Christoph Meinel, Ulrich Weinberg, Timm Krohn (Hrsg.): Design Thinking live. Wie man Ideen entwickelt und Probleme löst, Murmann Verlag, Hamburg 2015, ISBN 978-3-86774-427-0.
- Hasso Plattner, Christoph Meinel, Ulrich Weinberg: Design Thinking – Innovation lernen, Ideenwelten öffnen, mi-Wirtschaftsbuch, München 2009, ISBN 978-3-86880-013-5.

### Lehrbuch Mathematik
- Christoph Meinel, Martin Mundhenk: Mathematische Grundlagen der Informatik. Mathematisches Denken und Beweisen. Eine Einführung. Teubner Stuttgart-Leipzig, 2000. 7. Auflage bei Springer Vieweg, Wiesbaden, 2024, ISBN 978-3-658-43135-8.

## Belege
1. ↑  Landing - German UDS. 14. Dezember 2023, abgerufen am 29. Dezember 2023 (amerikanisches Englisch).
2. ↑  halloffame – halloffame. Abgerufen am 6. April 2025 (amerikanisches Englisch).
3. ↑  Modified branching programs and their computational power, auf link.springer.com
4. 1 2 3 4  Press Release 13/01. Abgerufen am 9. April 2025.
5. ↑  Christoph Meinel auf SciPort SciPort Rheinland-Pfalz. Abgerufen am 10. April 2025.
6. ↑  Institut für Telematik in Trier gegründet. Archiviert vom Original am 21. April 2024; abgerufen am 9. April 2025.
7. ↑  Press and Media7. Abgerufen am 7. Mai 2025.
8. ↑  Meinel geht nach 18 Jahren: Generationswechsel an der Spitze des Hasso-Plattner-Instituts. In: Der Tagesspiegel Online. ISSN 1865-2263 (tagesspiegel.de [abgerufen am 8. Oktober 2022]).
9. ↑  Homepage Digital Engineering Fakultät Universität Potsdam. Abgerufen am 8. April 2025 (deutsch).
10. ↑  Deutscher IT-Lehrmeister gründet eigene Digitaluni. Auf: faz-net.de
11. ↑  Die erste Digital-Universität Deutschlands startet ihren Lehrbetrieb. Abgerufen am 1. April 2025.
12. ↑  Ildiko Röd: Deutschlands erste Digital-Universität entsteht in Potsdam – gegründet von Ex-HPI-Direktor Christoph Meinel. In: Märkische Allgemeine. 13. Juni 2025, abgerufen am 13. Juli 2025.
13. ↑  Leistungsnachweise auf openHPI. In: open.hpi.de. Abgerufen am 21. November 2016.
14. ↑  KI Campus Frontpage. Abgerufen am 8. April 2025 (englisch).
15. ↑  Lernplattform für e-Governenment. In: eGOV Campus Homepage. Abgerufen am 8. April 2025.
16. ↑  Bildungscloud. 21. November 2016, abgerufen am 21. November 2016.
17. ↑  Schul-Cloud. 15. November 2016, abgerufen am 28. April 2023.
18. ↑  Unsere Vision zum tele-TASK Projekt, auf hpi.de
19. ↑  Effiziente Kollaboration in digitalen Räumen über große Entfernungen ermöglichen, auf hpi.de
20. ↑  Datenleaks Millionen nutzen den "Identity Leak Checker", auf spiegel.de, abgerufen am 21. März 2022
21. ↑  Dokumentation. Abgerufen am 8. April 2025.
22. ↑  Prof Dr. Christoph Meinel Biografie. HPI Lehrstuhl "Internet-Technologies und Systems", abgerufen am 8. April 2025.
23. ↑  Christoph Meinel mit Wirkung vom 1. Oktober 2017 zum Fellow der GI ernannt. In: Gesellschaft für Informatik. September 2017, abgerufen am 8. April 2025.
24. ↑  New Internet IPv6 Hall of Fame., auf ipv6halloffame.org
25. ↑  Pressemitteilung vom 9. Mai 2022: HPI-Direktor Christoph Meinel zum neuen Vorsitzenden von „MINT Zukunft schaffen“ gewählt. (PDF; 0,1 MB), auf hpi.de
26. ↑  Christoph Meinel: Cloud und Alltags-Software: Deutschland gibt seine Souveränität am Router ab. In: FAZ.NET. ISSN 0174-4909 (faz.net [abgerufen am 5. Oktober 2020]).
27. ↑  Handelsblatt. Abgerufen am 10. April 2025.
28. ↑  Märkische Allgemeine Zeitung: HPI-Chef Christoph Meinel im Interview: "Wir brauchen digitale Aufklärung". 28. August 2018, abgerufen am 10. April 2025.
29. ↑  Christoph Meinel: Meinung: Nur nachhaltige Digitalisierung kann das Klima retten. In: Der Spiegel. 26. Januar 2020, ISSN 2195-1349 (spiegel.de [abgerufen am 10. April 2025]).
30. ↑  Plattformen und Industrie 4.0: Interview mit Christoph Meinel, HPI – Plattformmaerkte. 5. Februar 2015, abgerufen am 10. April 2025 (deutsch).
31. ↑  christoph meinel. Abgerufen am 8. April 2025.
32. ↑  Christoph Meinel. In: researchgate.net. Abgerufen am 9. April 2025.
33. ↑  Publikationen. Abgerufen am 8. April 2025.
34. ↑  Book series | Understanding Innovation, auf springer.com
35. ↑  ECDTR - Electronic Colloquium on Design Thinking Research, auf ecdtr.hpi-web.de
36. ↑  Internet Bridge: Germany - China , auf hpi.de/internet-bridge.html, abgerufen am 21. März 2022
37. ↑  the ECCC, auf eccc.weizmann.ac.il

| Personendaten    | Personendaten                                                   |
| ---------------- | --------------------------------------------------------------- |
| NAME             | Meinel, Christoph                                               |
| KURZBESCHREIBUNG | deutscher Informatiker, Hochschullehrer und Universitätsgründer |
| GEBURTSDATUM     | 14. April 1954                                                  |
| GEBURTSORT       | Meißen                                                          |